# Nina, non far la stupida
Nina, non far la stupida è un film del 1938
diretto da Nunzio Malasomma.

## Produzione
Prodotto da Angelo Besozzi per la S.P.E.C.I., il film è tratto dalla omonima commedia musicale teatrale di Gian Capo e Arturo Rossato. Le musiche del film sono di  Umberto Mancini mentre la musica della commedia originale era di Giovanni Capodivacca, il film girato nell'estate del 1937, esce nelle sale nel gennaio del 1938.

## Trama
L'azione si svolge verso il 1820 a Malcontenta, un paesino vicino a Venezia. Fulgenzio, figlio di Bortolo ricco proprietario terriero, e Corallina, attricetta di teatro fuggono da Padova e giungono a Malcontenta con la barca della posta. Questa barca è sempre attesa da tutti, e in modo particolare il maestro Buganza che da gran tempo aspetta un impresario che metta in scena la sua opera Nina non far la stupida. Momoleto, un tipo sempre pronto a fare burle, scorgendo i nuovi arrivati, presenta Corallina come Maria Malibran e Fulgenzio come impresario teatrale. I due stanno al gioco e confessano di essere giunti proprio per l'opera di Buganza. Quindi parte l'organizzazione per metterla in scena con la grande cantante e tutto il paese. Il fine vero di Momoleto è quello di risolvere i problemi nell'amore contrastato tra Lelio e Nina  (nipote del Podestà Todaro che la vorrebbe fidanzare con Fulgenzio, perché, figlio di Bortolo suo grande amico): liberando Nina, anche l'unione tra Fulgenzio e Corallina diverrebbe possibile. Così Corallina, con il fascino di Maria Malibran e le indicazioni di Momoleto riesce ad incastrare il Podestà Todaro e Bortolo,  proprietario terriero (sopraggiunto nel frattempo)e di portare tutto a buon fine, ma l'opera non ha gran successo.

## Stampa
- "Pur essendo sciolto, brillante e divertente, il film ha delle costrizioni che impacciano i movimenti del regista. Le trovate sono molte, ma son quelle del teatro, arte che per i nostri occhi usi al vortice dello schermo pare abbia il rallentatore. Senza che il pubblico dovesse soffermarvisi sopra e gustarle tutte fino in fondo, le trovate, trattandosi di cinematografo, avrebbero per lo meno potuto essere raddoppiate. Con una così bella compagnia di attori non doveva essere difficile." (Anonimo, "Film" n. 8, 19 febbraio 1938)
- "Il complesso artistico e decorosamente a posto [...] Il pubblico si è divertito (e come poteva farne a meno?) ed in definitiva si è compiaciuto di questa graziosa realizzazione nazionale verso la quale è sempre lieto di dare il suo appoggio e il suo favore" (Anonimo, "Cine Magazzino" n. 51, 19 febbraio 1938)